# پرچم ایالات فدرال میکرونزی
پرچم ایالات فدرال میکرونزی در ۱۰ نوامبر ۱۹۷۹ پذیرفته شد.